# 柳叶中缅卫矛
柳叶中缅卫矛（学名：Euonymus lawsonii f. salicifolius）为卫矛科卫矛属中缅卫矛下的一个变型。